# Arille Carlier
 (juin 2017).
Arille Carlier (Monceau-sur-Sambre 26 septembre 1887 - Charleroi 17 mai 1963) est un journaliste, avocat belge et un militant wallon.

## Biographie
Arille Émile Alfred Ghislain Carlier, né le 26 septembre 1887 à Monceau-sur-Sambre est le fils de d'Émile Carlier, peintre en bâtiment, et de Flore Paindaveine. En juin 1912, il se marie avec Marguerite Verhoeven, fille de Félix Verhoeven, directeur du journal La Gazette de Charleroi. 
Il suit les cours de l'Athénée de Charleroi où commence à écrire en collaborant à des revues (1902). Docteur en droit de l'Université Libre de Bruxelles (ULB) en 1911, il accomplit son stage d'avocat chez Jules Destrée (1911-1914) à l'époque de la « lettre au roi ». Inscrit au barreau de Charleroi, il installe son cabinet d'avocat à Monceau-sur-Sambre.  
Il accompagne Destrée dans son engagement dans son combat wallon et fonde la Ligue wallonne de Charleroi et la Société des Amis de l'Art wallon. Il fonde en 1908 l'Association littéraire wallonne et la Fédération dramatique du Hainaut en 1910. Il est également l'un des membres fondateurs de l'Assemblée wallonne quand elle s'installe en 1912 et y siège. 
Durant la Grande Guerre, en 1917, il publie une brochure autonomiste, « La Wallonie autonome ». En 1918, il signe le premier manifeste du Comité de défense de la Wallonie mais s'en distancie rapidement, ce qui lui évite une condamnation après la guerre, mais pas une suspension professionnelle.
En  1934, il soutient l'abbé Jules Mahieu dans ses démêlés avec ses supérieurs ecclésiastiques.[évasif] Il est avec lui dans la Concentration wallonne. Il fonde également la Société historique pour la Défense et l'Illustration de la Wallonie (1938) qui deviendra l'Institut Jules Destrée en 1960.
Libéral, Carlier se lance dans l'aventure du Parti wallon indépendant aux élections législatives d'avril 1939. Il n'est pas élu et les résultats du parti sont très maigres. Après l'exode de mai 1940, il s'engage dans le mouvement de résistance Wallonie libre. Il est arrêté le 21 août 1941 parce qu'il a diffusé au palais de Justice de Charleroi des tracts avec la photo du Général de Gaulle portant les mots La Wallonie libre est aux côtés de la France libre. Il est condamné par le conseil de guerre allemand à cinq ans de travaux forcés et demeure en prison en Allemagne jusqu'en août 1943.
Autonomiste, spécialiste comme journaliste des mouvements nationaux, il est aux réunions du Congrès national wallon de 1945 et des années suivantes, dirige le journal  Wallonie libre et est membre de la délégation wallonne de l'Accord Schreurs-Couvreur en 1952. Il se prononce encore en 1962 pour le respect de la volonté populaire dans les Fourons, devient membre du Mouvement populaire wallon.
Il a écrit un dictionnaire des dialectes carolorégiens et a réalisé un lexique destiné à recueillir les termes utilisés par les ouvriers des carrières d'Écaussinnes.
À la suite de son décès le 17 mai 1963 à Charleroi, il est inhumé le 22 mai 1963 au cimetière de Dampremy.

## Hommages et distinctions
- En octobre 1969, un monument à sa mémoire est élevé en bordure de la route du port à Dampremy, où chaque année des militants wallons, parmi lesquels le mouvement Wallonie libre, dont il fut un des dirigeants, lui rendent un hommage lors des Fêtes de Wallonie de Charleroi.
- Une avenue de Dampremy a été baptisée « Avenue Arille Carlier » en 2020[4].
- Il était titulaire de plusieurs distinctions honorifiques belges et françaises[Lesquelles ?].